# Street Kings
Street Kings —también llamada Reyes de la calle (en Hispanoamérica) y Dueños de la calle (en España)— es una película dramática de ficción. Estrenada el 11 de abril de 2008 en Estados Unidos y el 25 de abril del mismo año en España. Fue protagonizada por Keanu Reeves y dirigida por David Ayer, quien fuera coproductor de la cinta Training Day (Día de entrenamiento en Hispanoamérica).

## Sinopsis
Tom Ludlow (Keanu Reeves), es un policía veterano del departamento de Los Ángeles, que está pasando el peor momento de su vida tras la muerte de su esposa. Se ve injustamente involucrado en la ejecución de un compañero de trabajo, se ve obligado a ir en contra de la cultura policíaca, donde pertenece durante toda su carrera, le llevará a cuestionarse la lealtad de todos y cada uno de los que le rodean.
Es un detective alcohólico y desilusionado que trabaja encubierto para una unidad conocida como Vice Special. Se encuentra en un estacionamiento con mafiosos coreanos buscando comprarle una ametralladora y también cree han secuestrado a dos adolescentes. Después de una brutal paliza que recibe, los mafiosos le roban el coche. Sin embargo, todo esto estaba planeado y él hace que la policía pueda ubicar el vehículo a través de GPS.
Al llegar a su escondite, Tom Ludlow irrumpe y mata a los cuatro gánsteres que se encuentran dentro, luego se pone guantes, toma un trago de vodka y altera la escena para que los tiroteos parezcan justificados, encuentra a las dos colegialas encerradas en un armario. Mientras los demás oficiales de su unidad llegan y lo felicitan por los arrestos, se enfrenta a su excompañero, el detective Terrence Washington, que es grosero con él, ya no aprueba la corrupción y el engaño de la unidad de investigación, y ha ido directamente, reportando los problemas de corrupción al Capitán James Biggs, de Asuntos Internos, quien aparentemente inicia una investigación contra Tom Ludlow y toda la unidad Vice Special.
Creyendo que Washington lo estaba delatando con la policía de asuntos internos, Tom Ludlow lo sigue a una tienda de conveniencia para reclamarle y golpearlo. Pero Washington es ejecutado por dos pandilleros con el pretexto de un robo, que entran en ese mismo momento con ellos a la tienda. Aunque los dos ahora estaban trabajando juntos para enfrentar el asalto y repeler a los criminales armados, contraatacar, el video de vigilancia del tiroteo muestra que Tom Ludlow disparó accidentalmente a Washington mientras intentaba protegerlo con su revólver, un .38 con balas explosivas muy mortal. En la escena del crimen se encuentra el ADN de dos criminales conocidos como Fremont y Coates, así como una gran cantidad de dinero en efectivo en posesión de Washington en su vehículo. Se supone que Washington era corrupto y robaba drogas de la sala de pruebas del departamento y las vendía, a los criminales Fremont y Coates. Tom Ludlow se une al inexperto detective Paul Diskant, quien ha sido asignado al caso oficial para unirse a él en su investigación personal, al sospechar que algo malo está pasando con el asalto y el crimen de Washington.
Su búsqueda de Fremont y Coates, involucra a pandilleros y traficantes de drogas de barrios bajos, que finalmente los llevan a una casa lejana en las colinas, donde descubren los cuerpos enterrados de los verdaderos Fremont y Coates, enterrados en una tumba poco profunda en la ladera de la montaña. El mal estado de los cuerpos hace evidente que fueron asesinados mucho antes del asesinato de Washington en la tienda. Tom Ludlow y Paul Diskant, haciéndose pasar por policías sucios, que están dispuestos a hacerse cargo de la supuesta actividad de robo y venta de drogas de Washington, pueden organizar una reunión con dos delincuentes que se hacen pasar por Fremont y Coates. Tom Ludlow va más allá de lo permitido en las investigaciones, pregunta quiénes son realmente "Freemont y Coates" y cuando Paul Diskant reconoce a los dos, le disparan y lo matan. Tom Ludlow logra matar a ambos hombres y escapa de regreso a la casa de su novia, donde un informe de noticias revela que los asesinos eran agentes encubiertos del Departamento del Sheriff del condado de Los Ángeles.
Poco después, Tom Ludlow es interceptado por el detective Cosmo Santos y el detective Dante Demille, dos compañeros oficiales de su unidad. Llevando a Ludlow con ellos para enfrentarlo y solucionar el problema, los dos admiten que plantaron el ADN de Fremont y Coates y el dinero en la escena del asesinato de Washington. Esto hace que Ludlow se entere de que Washington con su trabajo de investigación, estaba perjudicando y entregando a su capitán, Jack Wander, al comandante de la unidad, el Capitán James Biggs, ya que ellos eran los que estaban robando drogas de la sala de pruebas del departamento. Los dos policías llevan a Ludlow a la casa donde se encontraron antes los dos cuerpos de los verdaderos Fremont y Coates, para su ejecución. Pero Ludlow logra matarlos a ambos. Luego se dirige a la casa de Washington donde su supervisor, el sargento Mike Clady, está a punto de matar a la viuda de Washington. Captura a Clady y lo coloca en el maletero de su coche.
Ludlow se enfrenta a Wander en su casa y lo detiene después de una pelea entre ellos. Luego descubre que Wander tiene pruebas incriminatorias contra casi todos los altos mandos del departamento, junto con jueces, miembros del consejo y políticos. Wander planeó usar la información para convertirse en jefe de LAPD y eventualmente en alcalde de Los Ángeles. Wander, afirmando que es el mejor amigo y mentor de Ludlow, intenta comprar su silencio sobornándolo con una gran cantidad de dinero robado y documentos incriminatorios, que Ludlow había descubierto de la pared hace unos momentos. Pero Ludlow se niega y ejecuta a Wander. Llegan el Capitán James Biggs y el Sargento Green, entonces Biggs le revela a Ludlow que lo usaron para resolver el caso, investigar, descubrir lo que pasaba y derribar a Wander, y obtener acceso a sus archivos, al abrirle los ojos a la corrupción real que ocurre dentro de su unidad especial. Cuando se va, el Capitán James Biggs le dice a Ludlow que el departamento lo necesita.

## Recepción
En su primer fin de semana se estrenó en 2467 salas  y recaudó más de 12 millones de dólares sólo en Canadá y Estados Unidos por lo que logró obtener el segundo puesto de las películas más vistas en aquel fin de semana. Para el primer día de agosto Street Kings ya había recaudado más de 26 millones de dólares en Estados Unidos sumado a los más de 35 que logró recaudar en el resto del mundo. 
El film se consideró un éxito financiero alcanzando el monto total de 65 millones de dólares.

## BD y DVD
Dueños de la calle salió a la venta el 4 de noviembre de 2008 en España, en formato DVD. El disco contiene menús interactivos, acceso directo a escenas, comentario del director David Ayer, L.A. Bete noir, la reputación en la calle, escenas eliminadas, tomas alternativas, 4 cortos, detrás de las cámaras y tráiler de cine.
El formato Blu-ray salió a la venta el 13 de noviembre de 2008 en España. El disco contiene los mismos extras que el formato DVD.

## Personajes
En la cinta participan:
- Keanu Reeves como Detective Tom Ludlow.
- Forest Whitaker como Capitán Jack Wander.
- Hugh Laurie como Capitán James Biggs.
- Chris Evans como Detective  Paul "Disco" Diskant.
- Terry Crews como Detective  Terrence Washington.
- Naomie Harris como Linda Washington.
- Martha Higareda como Grace Garcia.
- John Corbett como Detective  Dante Demille.
- Amaury Nolasco como Detective  Cosmo Santos.
- Clifton Powell como Sergento Green.
- Cedric "The Entertainer" Kyles como "Scribble" (Winston).
- Common como un pandillero y también como el policía encubierto corrupto "Coates".
- The Game como Grill.
- Noel Guglielmi como Quicks.